# Aenigmarachne
Aenigmarachne is een geslacht van spinnen uit de familie vogelspinnen (Theraphosidae).

## Soorten
De volgende soorten zijn bij het geslacht ingedeeld:
- Aenigmarachne sinapophysis Schmidt, 2005